# Lovecraft Country - La terra dei demoni
Lovecraft Country - La terra dei demoni (Lovecraft Country) è una serie televisiva statunitense creata da Misha Green. È basata sull'omonimo romanzo di Matt Ruff. È stata trasmessa dal 16 agosto al 18 ottobre 2020 su HBO negli Stati Uniti.

## Trama
La storia segue un giovane uomo afroamericano che viaggia attraverso gli Stati Uniti segregati negli anni ‘50 alla ricerca del padre scomparso. Apprenderà oscuri segreti che si intrecciano in una città, in cui il famoso scrittore dell'orrore H. P. Lovecraft ha ambientato molte delle sue storie fantastiche.

## Episodi
| Stagione       | Episodi | Prima TV USA | Prima TV Italia |
| -------------- | ------- | ------------ | --------------- |
| Prima stagione | 10      | 2020         | 2020            |

## Personaggi e interpreti

### Principali
- Letitia "Leti" Lewis, interpretata da Jurnee Smollett, doppiata da Eva Padoan.
Vecchia amica di Atticus, e un'abile fotografa.
- Atticus "Tic" Freeman, interpretato da Jonathan Majors, doppiato da Riccardo Scarafoni.
Giovane veterano della guerra di Corea, è intenzionato a ritrovare il padre scomparso.
- Hippolyta Freeman, interpretata da Aunjanue Ellis, doppiata da Laura Romano.
Zia di Atticus e sognatrice con una smania per l’avventura.
- George Freeman, interpretato da Courtney B. Vance, doppiato da Stefano Mondini.
Zio di Atticus colto, divertente e cordiale.
- Ruby Baptiste, interpretata da Wunmi Mosaku, doppiata da Chiara Gioncardi.
Sorellastra maggiore di Leti. In seguito assume l'identità di Hillary e Christina grazie alla pozione di metamorfosi.
- Christina Braithwhite, interpretata da Abbey Lee, doppiata da Valentina Favazza.
Unica figlia della guida di un ordine segreto conosciuto come l'"Ordine dell'antica alba".
- Ji-Ah, interpretata da Jamie Chung, doppiata da Jun Ichikawa.
Apparentemente un'ingenua studentessa di assistenza infermieristica in Corea, in realtà è posseduta da un kumiho, lo spirito della volpe a nove code. Ai tempi della guerra di Corea ha avuto una relazione amorosa con Atticus.
- Diana Freeman, interpretata da Jada Harris, doppiata da Lucrezia Roma.
Figlia di George e Hippolyta e cugina di Atticus.
- Montrose Freeman, interpretato da Michael K. Williams, doppiato da Alberto Angrisano.
Padre segreto e realistico di Atticus.

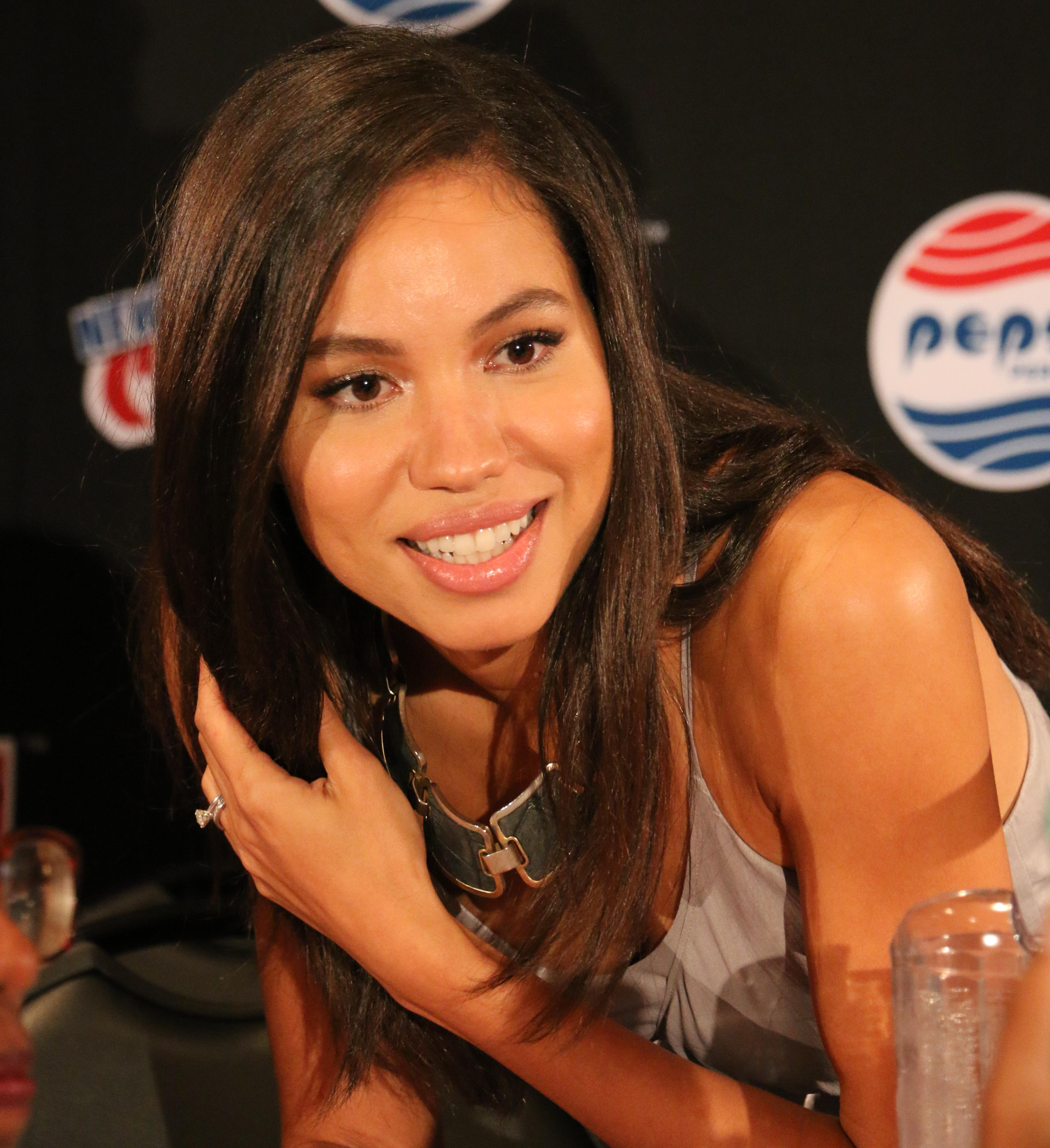
Jurnee Smollett
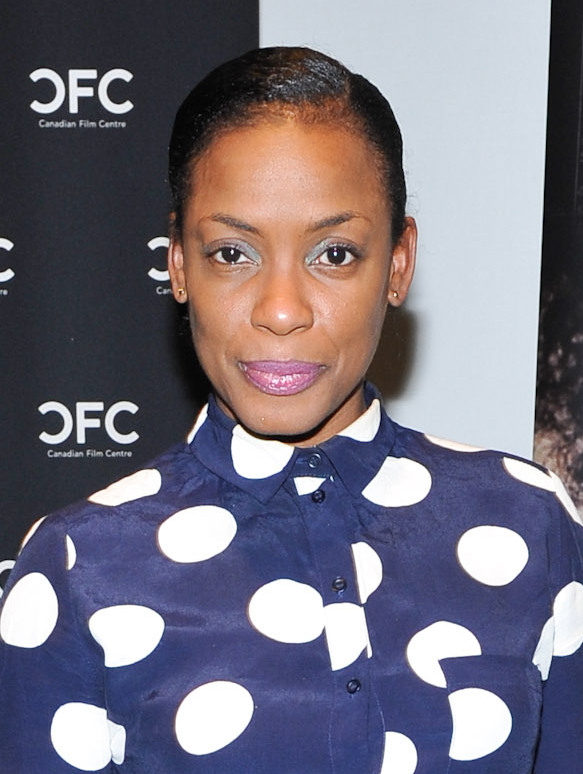
Aunjanue Ellis
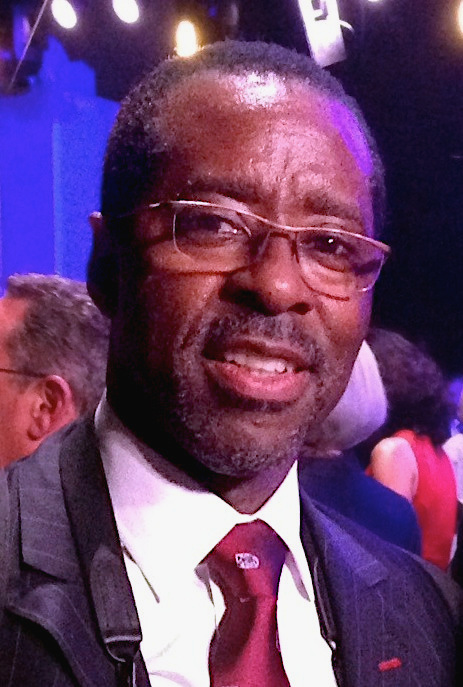
Courtney B. Vance
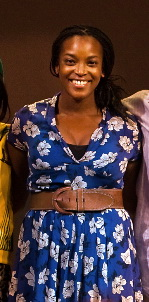
Wunmi Mosaku
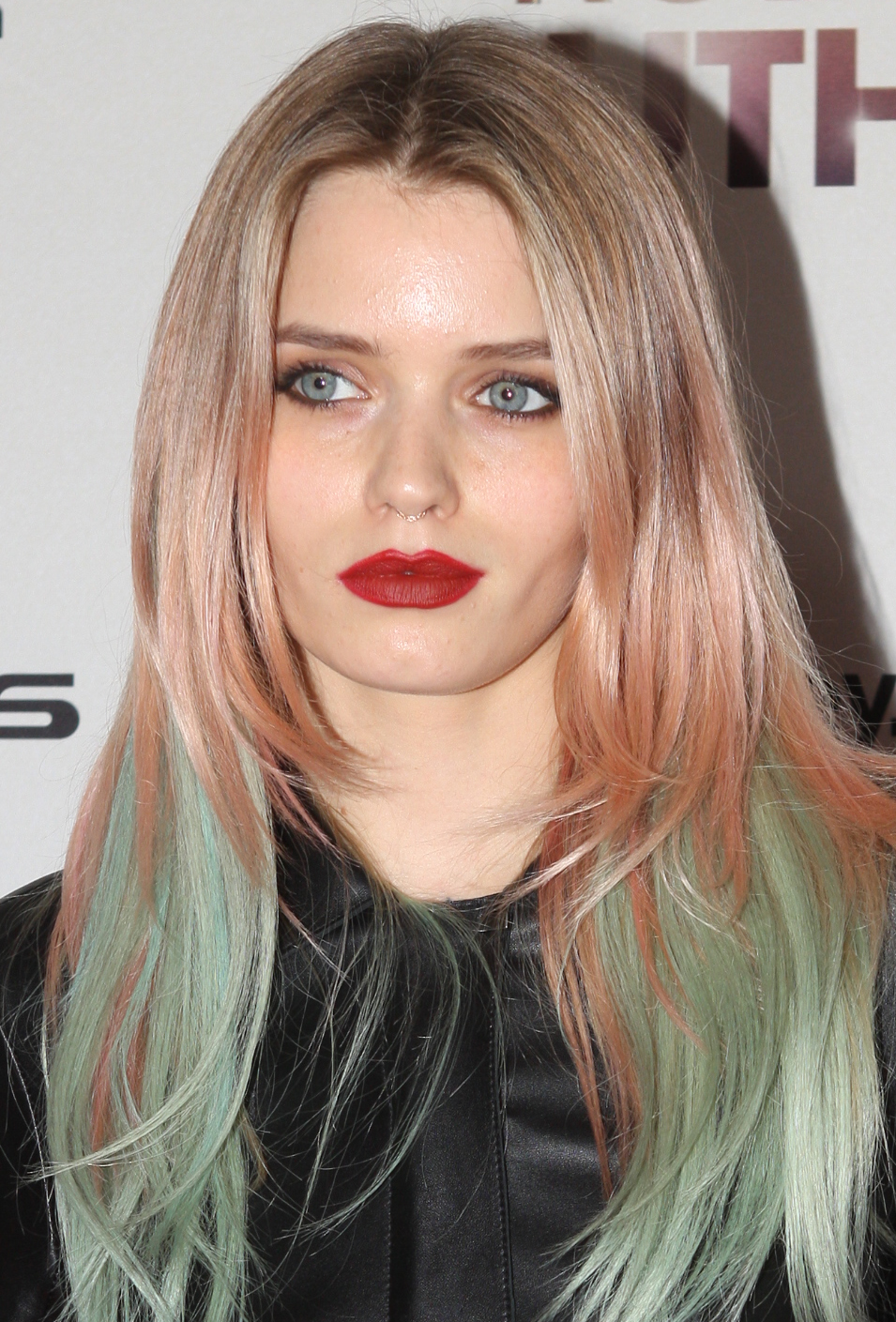
Abbey Lee
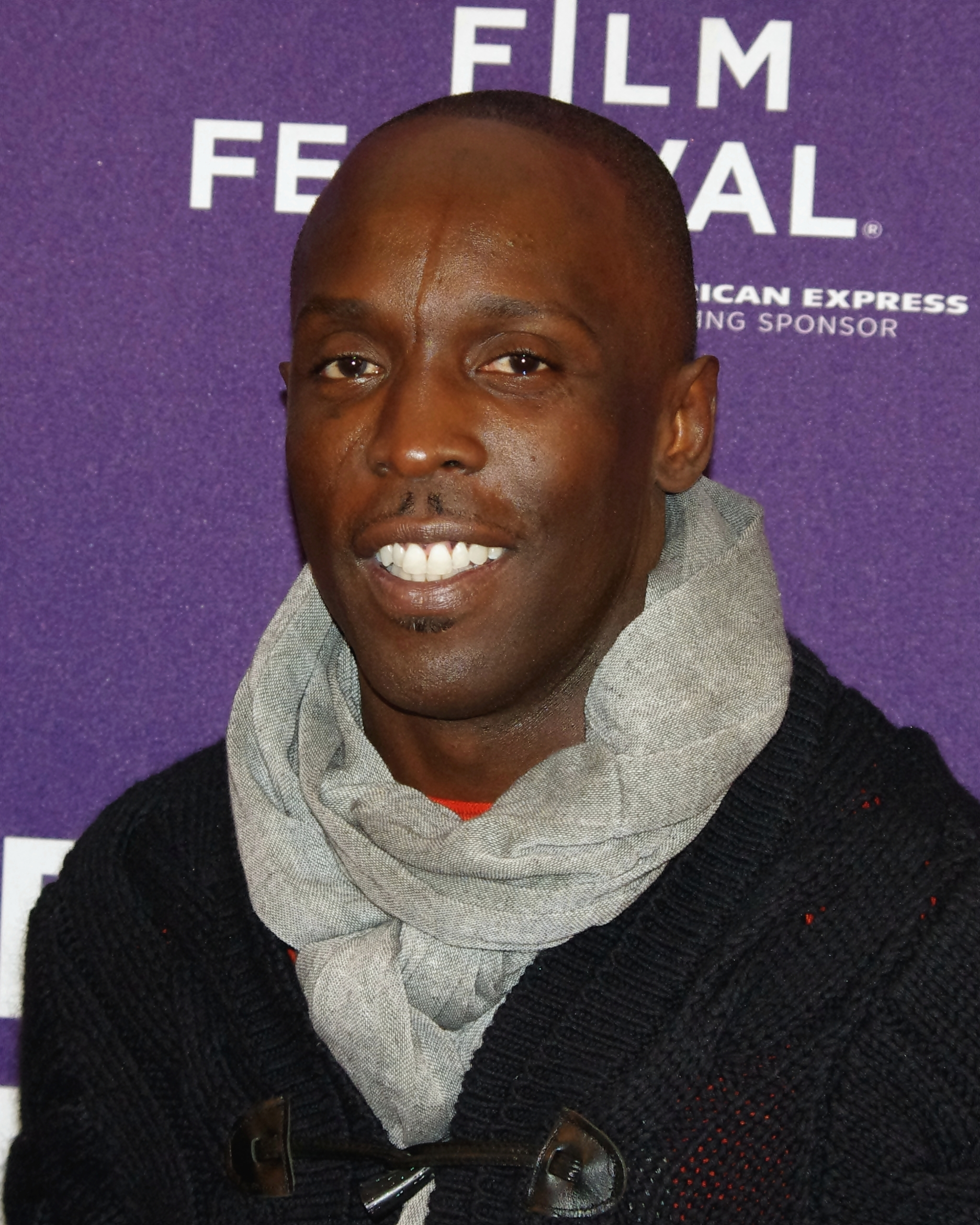
Michael K. Williams

### Ricorrenti
- William, interpretato da Jordan Patrick Smith, doppiato da Alessandro Campaiola.
Ex amante e braccio destro di Christina. In seguito la stessa Christina ne assume l'identità.
- Dell/Hillary Davenport, interpretata da Jamie Neumann, doppiata da Rachele Paolelli.
Guardiana della tenuta dei Braithwhite, la cui identità assume Ruby.
- Dora Freeman, interpretata da Erica Tazel, doppiata da Giuppy Izzo.
Madre di Atticus, moglie di Montrose e cognata di George.
- Seamus Lancaster, interpretato da Mac Brandt, doppiato da Alberto Bognanni.
Capo dell'"Ordine dell'antica alba" e capitano della polizia di Chicago.

### Guest
- Eustice Hunt, interpretato da Jamie Harris, doppiato da Stefano Benassi.
Sceriffo della contea di Bideford.
- Samuel Braithwhite, interpretato da Tony Goldwyn, doppiato da Roberto Chevalier.
Guida dell'"Ordine dell'antica alba" e patriarca della sua famiglia, che vede le persone come risorse e oggetti, e gli estranei come inferiori.
- Marvin Baptiste, interpretato da Demetrius Grosse.
Fratellastro di Leti.

## Produzione
La lavorazione della serie iniziò il 16 luglio 2018 a Chicago, Illinois. Le riprese sono avvenute anche al Chicago Cinespace Film Studios a Elburn e White Pines State Park a Mount Morris, al Blackhall Studios in Atlanta e Macon.
Il 2 luglio 2021 HBO ha annunciato che la serie non tornerà per una seconda stagione.

## Distribuzione
Lovecraft Country ha debuttato il 16 agosto 2020 su HBO.
In Italia è stata trasmessa dal 31 ottobre al 18 novembre 2020 su Sky Atlantic.

## Riconoscimenti
Art Directors Guild Awards
- 2021 - Candidatura al miglior design di produzione a Kalina Ivanov

Critics' Choice Super Awards
- 2021 - Miglior serie horror
- 2021 - Candidatura al miglior attore in una serie horror a Jonathan Majors
- 2021 - Candidatura al miglior attore in una serie horror a Michael K. Williams
- 2021 - Candidatura alla migliore attrice in una serie horror a Wunmi Mosaku
- 2021 - Migliore attrice in una serie horror a Jurnee Smollett
- 2021 - Candidatura al miglior attore antagonista a Abbey Lee

Critics' Choice Television Award
- 2021 - Candidatura alla migliore serie drammatica
- 2021 - Candidatura al miglior attore in una serie drammatica a Jonathan Majors
- 2021 - Miglior attore non protagonista in una serie drammatica a Michael K. Williams
- 2021 - Candidatura alla migliore attrice in una serie drammatica a Jurnee Smollett
- 2021 - Candidatura alla migliore attrice non protagonista in una serie drammatica a Wunmi Mosaku

Golden Globe
- 2021 - Candidatura alla migliore serie televisiva drammatica

Hollywood Music in Media Awards
- 2021 - Candidatura alla migliore colonna sonora originale in uno show televisivo/serie limitata a Laura Karpman e Raphael Saadiq
- 2021 - Candidatura alla miglior canzone originale in uno show televisivo/serie limitata a Laura Karpman, Raphael Saadiq e Janai Brugger

NAACP Image Award
- 2021 - Candidatura alla migliore serie drammatica
- 2021 - Candidatura al miglior attore in una serie drammatica a Jonathan Majors
- 2021 - Candidatura al miglior attore non protagonista in una serie drammatica a Michael K. Williams
- 2021 - Candidatura alla migliore attrice in una serie drammatica a Jurnee Smollett
- 2021 - Candidatura alla migliore attrice non protagonista in una serie drammatica a Aunjanue Ellis
- 2021 - Candidatura al miglior ospite in una serie comica o drammatica a Courtney B. Vance
- 2021 - Candidatura alla migliore regia in una serie drammatica a Cheryl Dunye per l'episodio Strange Case
- 2021 - Candidatura alla migliore regia in una serie drammatica a Misha Green per l'episodio Jig-a-Bobo

Saturn Award
- 2021 - Candidatura alla migliore serie horror
- 2021 - Candidatura al miglior attore televisivo a Jonathan Majors

Screen Actors Guild Award
- 2021 - Candidatura alla migliore performance di un cast in una serie drammatica
- 2021 - Candidatura alla miglior performance di un cast di controfigure in una serie televisiva

Visual Effects Society Awards
- 2021 - Miglior montaggio in un episodio a Viktor Andersson, Linus Lindblom, Mattias Sandelius e Crawford Reilly
- 2021 - Candidatura al miglior scenario creato in un episodio, uno spot o un progetto televisivo a Patrice Poissant, Pauline Lavelle, Mohamed Abdou Elhakim e Alan Lam
- 2021 - Miglior simulazione di effetti in un episodio, una pubblicità o un progetto televisivo a Federica Foresti, Johan Gabrielsson, Hugo Medda e Andreas Krieg
- 2021 - Candidatura ai migliori effetti visivi in un episodio fotorealistico a Kevin Blank, Robin Griffin, Pietro Ponti e Francois Dumoulin